# シュロツベルク
シュロツベルク (ドイツ語: Schrozberg) は、ドイツ連邦共和国バーデン＝ヴュルテンベルク州シュヴェービッシュ・ハル郡に属す小都市。

## 地理

### 位置
シュロツベルクは、フォアバッハ川上流、ホーエンローエ平野に位置する。シュヴェービッシュ・ハル郡で最も北の街である。

### 隣接する市町村
西はホーエンローエ郡ムルフィンゲン、北はマイン＝タウバー郡のニーダーシュテッテンとクレーグリンゲン、東はバイエルン州アンスバッハ郡のローテンブルク・オプ・デア・タウバー、南はブラウフェルデンと境を接する。

## 歴史
現在のシュロツベルク市は、バーデン＝ヴュルテンベルク州の市町村再編の時代に多くの市町村が合併してできた。1972年1月1日に、まずリートバッハとシュマルフェンデンが合併し、同年4月1日にシュピールバッハがこれに続いた。翌1973年1月1日にロイツェンドルフとバルテンシュタイン市も合併した。シュロツベルク自身はこの市の中に含まれていた。1974年には、さらにエッテンハウゼンが合併した。バルテンシュタインは、1635年からホーエンローエ＝ヴァルデンブルク＝バルテンシュタイン伯領（後の同侯領）の宮廷所在地であった。

## 文化と見所

### 建築

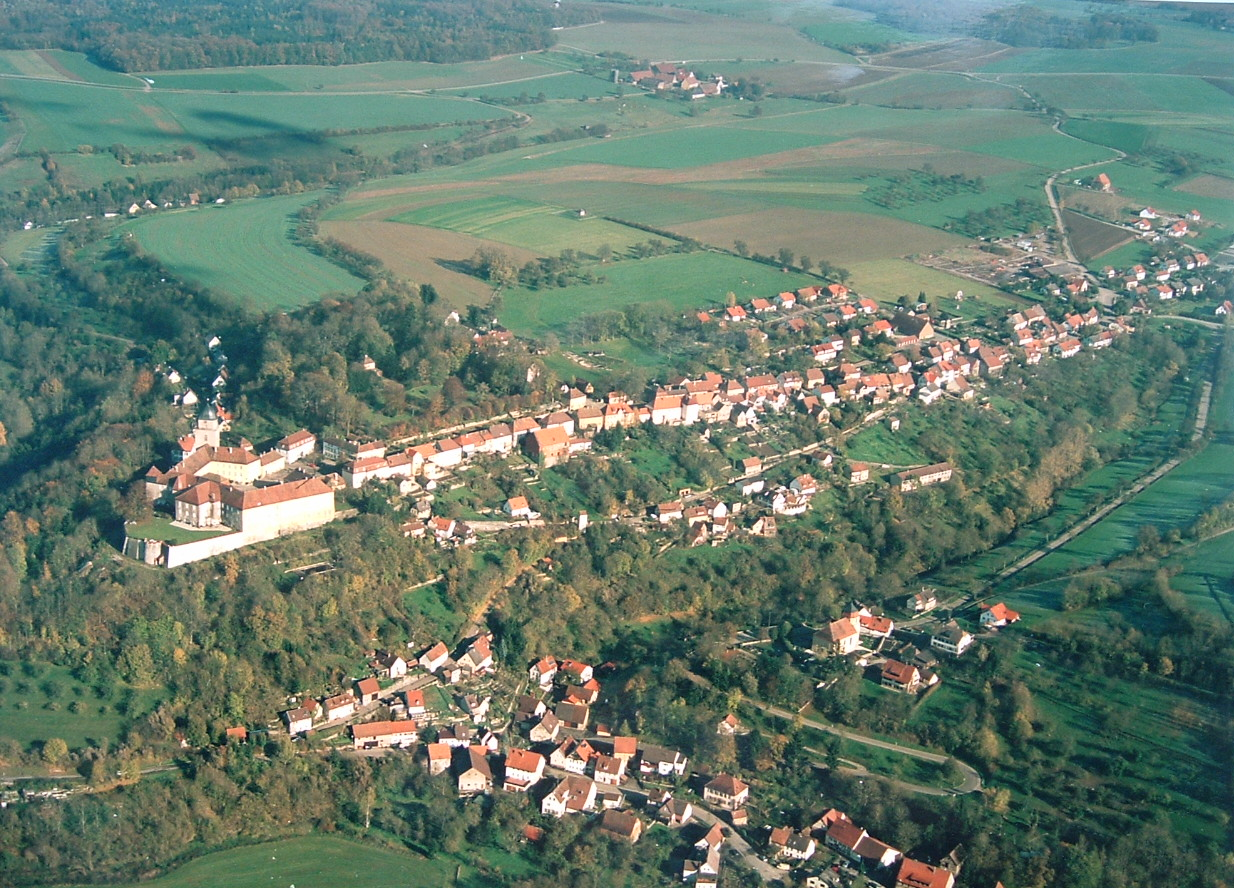
バルテンシュタインの空撮

首邑であるシュロツベルクの集落には、何世紀も前に建てられた、ホーエンローエ侯家の居城の一つがあり、見所となっている。この他にも1614年 - 1618年にホーエンローエ＝ヴァイカースハイム侯が建設させたプロテスタント教会があり、大変に見応えがある。
バルテンシュタイン地区は、ドイツのバロック時代の計画的な小宮廷都市の遺構として比類のない例である。

### 年中行事
- 毎年開催される伝統的なヤーコプ祭
- アドベントの第3週末には、城の周辺でクリスマス市が開催される。

### その他
市の境界にドイツで3番目に長い洞窟であるフックスラビリンス（キツネの迷宮）がある。

## 出身者
- アウグスト・ボムハルト（1787年 - 1869年）アウクスブルクの教区監督。エアランゲン神学の伝道師。

## 引用
1. ↑  Statistisches Landesamt Baden-Württemberg – Bevölkerung nach Nationalität und Geschlecht am 31. Dezember 2023 (CSV-Datei)